# Даница (филм)
Даница (радни наслов Као шећер на рану) српски је филм из 2023. године. Настао у режији Ђорђа Станимировића, а по сценарију Јелене Илић.
Од 18 маја 2023. године, филм је доступан на стриминг платформи Аполон.

## Радња
Прича прати судбину Данице, младе жене чији се свет срушио у једном дану и која, након емотивног краха, у жељи да побегне од реалности, одлази у забачено село, у кућу своје прабаке. Ипак, испоставиће се да је живот на селу сасвим другачији од онога што је девојка из града замишљала...
Једног дана, Даничин свет се срушио; након скоро 10 година везе, заједничког живота и планова, сазнала је да је Игор преварио и она га оставља. Читава њена околина мислила је то је то, уосталом били су пред браком. Родитељи су забринути, пријатељи изненађени, а она само жели да побегне. To je и урадила. Отишла је у трошну сеоску кућу своје прабаке, како би разбистрила главу. Кућа је била на продају, па је Даница то искористила као повод да дочека потенцијалне купце. Ипак, девојка из града је живот у селу замишљала мало другачије него што заправо јесте. Првом комшији, младом Василију, Даница је трн у оку и то све док се околности не промене...

## Улоге
| Глумац              | Улога          |
| ------------------- | -------------- |
| Јелисавета Орашанин | Даница         |
| Радован Вујовић     | Василије       |
| Јасмина Аврамовић   | Милева         |
| Александра Томић    | Јасмина        |
| Вања Ејдус          | Рада           |
| Никола Боговац      | Мита           |
| Јован Мијовић       | Бојан          |
| Момчило Мурић       | мајстор 1      |
| Ђуро Брстина        | мајстор 2      |
| Весна Станковић     | Даничина мајка |
| Милош Ђорђевић      | Даничин отац   |
| Матеја Поповић      | Игор           |